# Dibombari

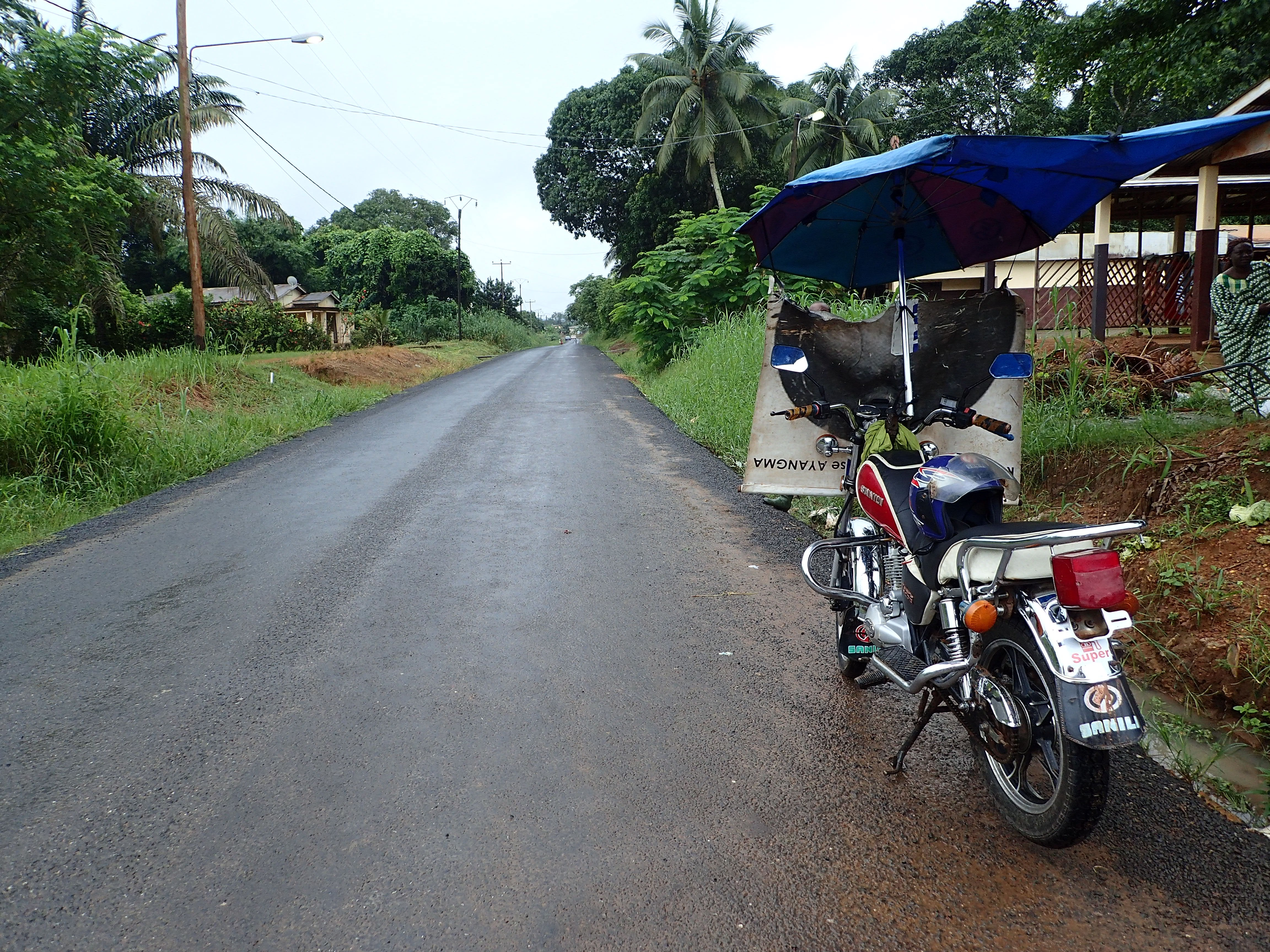
Dibombari

Dibombari ist eine Gemeinde in der Region Littoral in Kamerun. Sie gehört zum Département Moungo.

## Geografie
Die Gemeinde liegt etwa 15 Kilometer nordwestlich der ehemaligen Hauptstadt Douala.

## Verkehr
Dibombari liegt am Ende einer Piste, die von der Fernstraßen N5 abzweigt.